# Brachyscleroma flavoabdominalis
Brachyscleroma flavoabdominalis är en stekelart som beskrevs av Gupta 1994. Brachyscleroma flavoabdominalis ingår i släktet Brachyscleroma och familjen brokparasitsteklar. Inga underarter finns listade.